# Liste der Baudenkmale in Halenbeck-Rohlsdorf
In der Liste der Baudenkmale in Halenbeck-Rohlsdorf sind alle Baudenkmale der brandenburgischen Gemeinde Halenbeck-Rohlsdorf und ihrer Ortsteile aufgelistet. Grundlage ist die Veröffentlichung der Landesdenkmalliste mit dem Stand vom 31. Dezember 2020.

## Baudenkmale in den Ortsteilen
In den Spalten befinden sich folgende Informationen:
- ID-Nr.: Die Nummer wird vom Brandenburgischen Landesamt für Denkmalpflege vergeben. Ein Link hinter der Nummer führt zum Eintrag über das Denkmal in der Denkmaldatenbank. In dieser Spalte kann sich zusätzlich das Wort Wikidata befinden, der entsprechende Link führt zu Angaben zu diesem Denkmal bei Wikidata.
- Lage: die Adresse des Denkmales und die geographischen Koordinaten. Link zu einem Kartenansichtstool, um Koordinaten zu setzen. In der Kartenansicht sind Denkmale ohne Koordinaten mit einem roten beziehungsweise orangen Marker dargestellt und können in der Karte gesetzt werden. Denkmale ohne Bild sind mit einem blauen bzw. roten Marker gekennzeichnet, Denkmale mit Bild mit einem grünen beziehungsweise orangen Marker.
- Bezeichnung: Bezeichnung in den offiziellen Listen des Brandenburgischen Landesamtes für Denkmalpflege. Ein Link hinter der Bezeichnung führt zum Wikipedia-Artikel über das Denkmal.
- Beschreibung: die Beschreibung des Denkmales
- Bild: ein Bild des Denkmales und gegebenenfalls einen Link zu weiteren Fotos des Baudenkmals im Medienarchiv Wikimedia Commons

### Brügge
| ID-Nr.   | Lage                 | Bezeichnung                                                                                       | Beschreibung                                                                          | Bild                                              |
| -------- | -------------------- | ------------------------------------------------------------------------------------------------- | ------------------------------------------------------------------------------------- | ------------------------------------------------- |
| 09160858 | Am Bahnhof 7 (Lage)  | Bahnhof Brügge, bestehend aus Empfangsgebäude mit Stellwerkshaus, Güterschuppen und Toilettenhaus |                                                                                       | weitere Bilder                                    |
| 09160165 | Birkenweg ()         | Gedenktafel für die Opfer des Todesmarschs (1945)                                                 | Gedenktafel für die Opfer des Todesmarschs (1945)                                     | Gedenktafel für die Opfer des Todesmarschs (1945) |
| 09160125 | Ringstraße 22 (Lage) | Dorfkirche mit Resten der Umfassung                                                               | Die evangelische Kirche wurde 1864 erbaut. Die Ausstattung im Inneren ist neugotisch. | weitere Bilder                                    |
| 09160914 | Ringstraße 25 (Lage) | Pfarr- und Schulhaus mit Nebengebäude                                                             |                                                                                       | Pfarr- und Schulhaus mit Nebengebäude             |

### Ellershagen
| ID-Nr.   | Lage                                      | Bezeichnung         | Beschreibung | Bild |
| -------- | ----------------------------------------- | ------------------- | ------------ | ---- |
| 09161326 | Ellershagener Straße, Objektstraße (Lage) | Beton-Plattenstraße |              | BW   |

### Halenbeck
| ID-Nr.   | Lage                         | Bezeichnung                                                                                               | Beschreibung | Bild |
| -------- | ---------------------------- | --- | --- | --- |
| 09161296 | Pritzwalker Straße 31 (Lage) | Gehöft, bestehend aus Wohnhaus, Scheune, westlichem und östlichem Wirtschaftsgebäude sowie Hofpflasterung | | Gehöft, bestehend aus Wohnhaus, Scheune, westlichem und östlichem Wirtschaftsgebäude sowie Hofpflasterung |
| 09160163 | Wittstocker Damm (Lage)      | Dorfkirche                                                                                                | Die evangelische Dorfkirche wurde in der Mitte des 18. Jahrhunderts erbaut. Es ist ein Bau aus Fachwerk mit einem Satteldach und einem dreiseitigen Ostschluss. Ende des 19. Jahrhunderts wurde die westliche Wand mit Feldstein erneuert. Im Inneren befindet sich ein barocker Kanzelaltar. | weitere Bilder                                                                                            |
| 09160164 | Wittstocker Damm ()          | Gedenktafel für die Opfer des Todesmarschs (1945)                                                         | | Gedenktafel für die Opfer des Todesmarschs (1945)                                                         |
| 09160860 | Wittstocker Damm 1 (Lage)    | Pfarrhaus                                                                                                 | | BW |

### Rohlsdorf
| ID-Nr.   | Lage                  | Bezeichnung | Beschreibung | Bild           |
| -------- | --------------------- | ----------- | ------------ | -------------- |
| 09160102 | Kirchstraße 6 (Lage)  | Pfarrhaus   |              | BW             |
| 09160675 | Kirchstraße 15 (Lage) | Dorfkirche  |              | weitere Bilder |

### Warnsdorf
| ID-Nr.   | Lage                 | Bezeichnung       | Beschreibung | Bild |
| -------- | -------------------- | ----------------- | ------------ | ---- |
| 09160722 | Frehner Weg 4 (Lage) | Gutshaus mit Park |              | BW   |